# Ksar Sbahi
Ksar Sbahi également appelé Ksar El Sbihi, anciennement Gazophyla à l'époque antique, est une commune de la wilaya d'Oum El-Bouaghi en Algérie.

## Géographie
Ksar Sbahi se situe à l'extrême nord de la wilaya et  à 40 kilomètres au nord-est d'Oum el Bouaghi, limitrophe de la Wilaya de Guelma;  et de Souk Ahras, elle est perchée sur une crête montagneuse à 850 mètres d'altitude.

### Localités de la commune
La commune de Ksar Sbahi est composée de neuf localités
- Centre Ksar Sbahi
- Guettara
- N'Goussa
- El Maleh
- El Manaa
- Ras Gourn
- Mebdoua
- Boudouh
- Bir Khanga

## Histoire
Ksar Sbahi est probablement l'ancienne ville romaine de  Gadiaufala, appelée Gazophyla sous la domination byzantine, de 534 à 700 environ.

## Tourisme
La ville est dotée d'une architecture coloniale, de nombreux jardins, une ancienne poste à l'architecture néo-mauresque, une forêt de pins d'Alep et des ruines romaines dont de nombreuses stèles.Un site remarquable pour des randonnées.